# Medalia lui Niccolò Piccinino

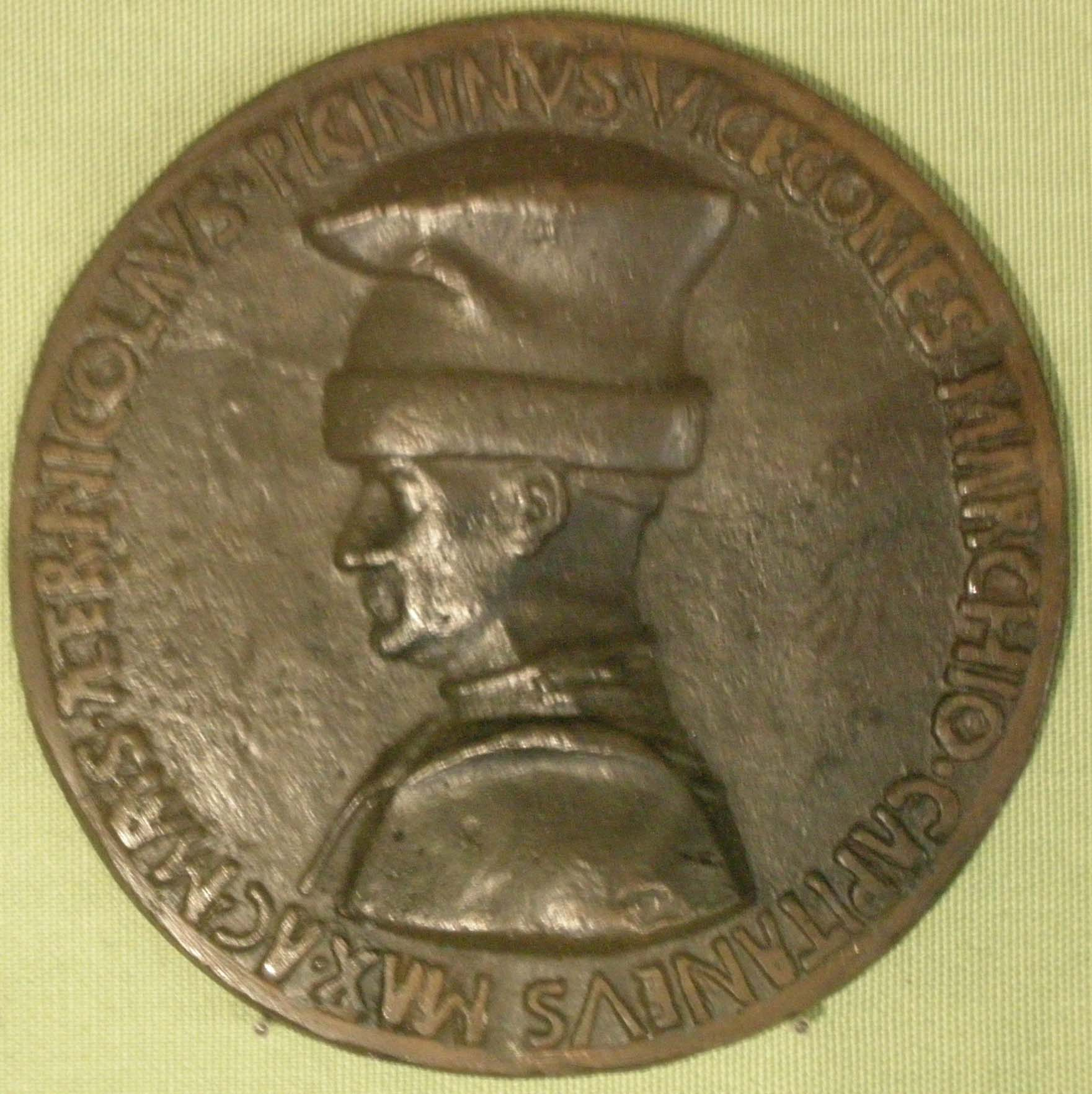
Medalia lui Niccolò Piccinino, avers

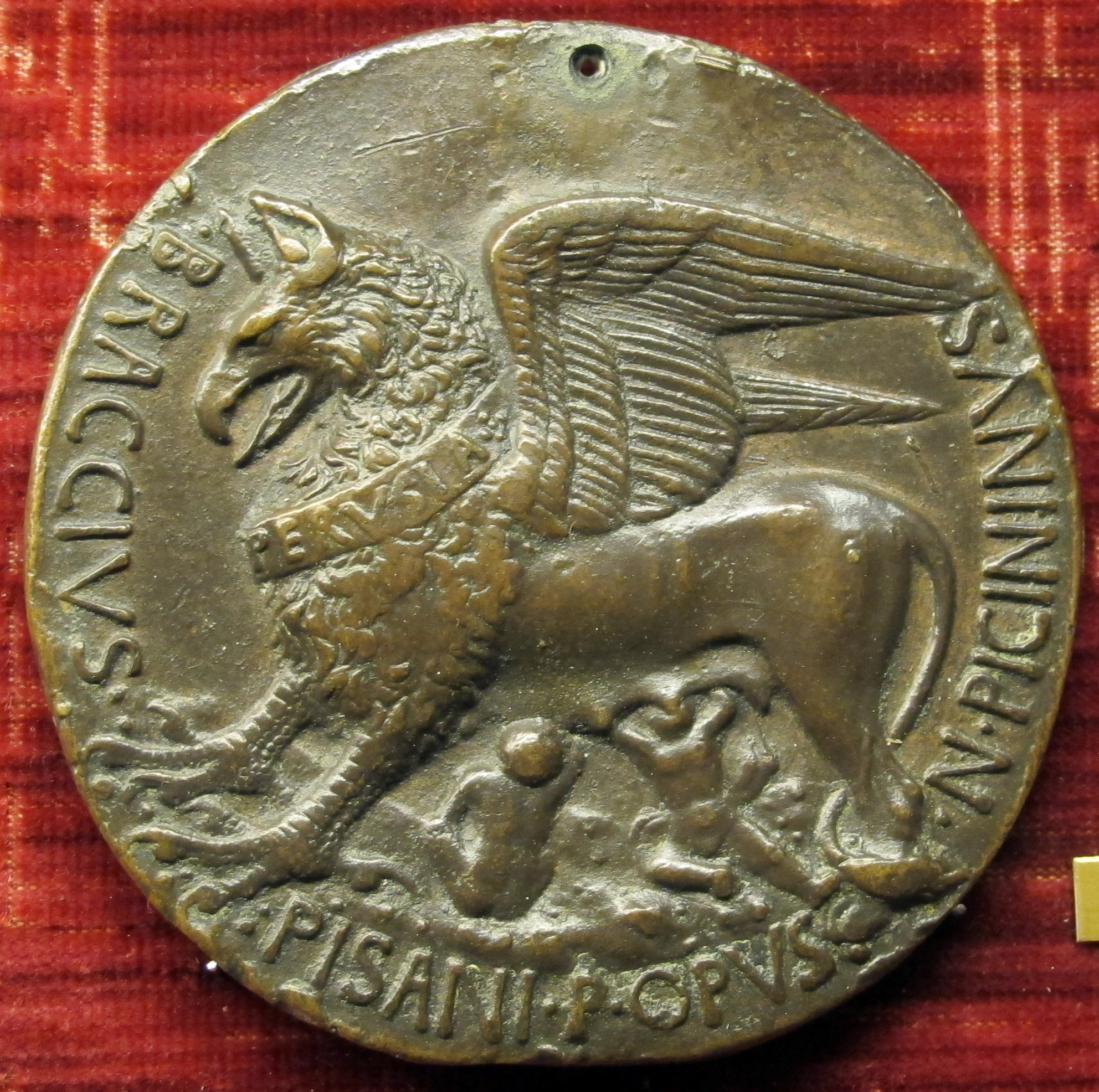
Medalia lui Niccolò Piccinino, revers

Medalia lui Niccolò Piccinino a fost realizată din bronz de artistul italian Pisanello prin anii 1439-1440, și are diametrul de 8,85 cm.

## Istoric
După ce a creat celebra medalie a lui Ioan al VIII-lea Paleologul (1438), restabilind tradiția așezării unor efigii ale unor persoane în viață, ca și pe monedele romane, Pisanello a fost foarte solicitat de către curțile italiene, creând vreo douăzeci de medalii.
Între primii care l-au solicitat a fost ducele de Mantova, Gianfrancesco I Gonzaga, la putere din 1433. Lucrarea i-a fost solicitată în 1439-1440, când Pisanello se afla la Mantova și participa la asediul Veronei, în suita lui Gonzaga și a condotierului Niccolò Piccinino, căruia i-a dedicat și lui o medalie. Medalia lui Niccolò Piccinino are dimensiuni ceva mai reduse.

## Descriere
Lucrarea a fost creată cu intenția clară de celebrare, în mod cinstit fără retorică gratuită, fiind capabilă să sublinieze autoritatea persoanei reprezentate, cu o utilizare restrânsă a elementelor decorative.
Pe aversul medaliei artistul a gravat efigia din profil a condotierului Piccinino, în formă de bust spre stânga, purtând pe cap o beretă mare. Putem citi inscripția în latină NICOLAVS PICININVS VICECOMES MARCHIO CAPITANEVS MAX AC MARS ALTER (în română: „Niccolò Piccinino Visconti, mare căpitan și nou Marte”).
Pe reversul medaliei, în centru, putem vedea un grifon spre stânga purtând inscripția PERVSIA („Perugia”), pe zgardă, în timp ce alăptează doi gemeni. Piccinino este asemănat cu noii Romulus și Remus, alăptați de simbolul orașului natal. Inscripțiile latine BRACCIVS și N. PICCININVS clarifică această alegorie. Jos se citește inscripția PISANI P[ICTORIS] OPVS  („operă a p[ictorului] Pisan[ell]o”).